# Alfredo de Lacerda Maia
Kapitänleutnant (Capitão-tenente) Alfredo de Lacerda Maia († 3. März 1887 bei Dili, Portugiesisch-Timor) war ein portugiesischer Militär und Kolonialverwalter. Von 1885 bis 1887 war er Gouverneur von Portugiesisch-Timor. Seine Dienstzeit endete mit seiner Ermordung durch rebellierende Moradores, einheimischen Soldaten in portugiesischem Dienst.

## Dienst in Portugiesisch-Timor
Maia wird als jung, enthusiastisch, fleißig und anscheinend ehrlich beschrieben; ein Gouverneur, der die brachliegende Kolonie vorwärts bringen möchte. Mehrfach reiste er in das Inselinnere, zu den verstreuten portugiesischen Posten an der Nordküste und an die Südküste der Insel, die in den Jahren zuvor von den Portugiesen nahezu aufgegeben worden war. In Zusammenarbeit mit einigen Liurais, den traditionellen Herrscher der kleinen Reiche, aus denen die Kolonie bestand, versuchte Maia den Kaffeeanbau wiederzubeleben.
In der zweiten Hälfte des 19. Jahrhunderts waren die portugiesischen Profite aus dem Handel der Kolonie nahezu zum Erliegen gekommen. Maia versuchte die bisher nur in wenigen timoresischen Reichen, die unter portugiesischer Kontrolle waren, vorhandene Kaffeeproduktion zu steigern, indem er Kaffeesetzlinge verteilen ließ und Empfänger und Produktionsmengen registrierte. Die Verantwortung trugen die jeweiligen Distriktskommandanten. Die Aufgaben wurden aber nur ungenügend erfüllt. Maia stellte fest, dass die Offiziere weder Ahnung vom Kaffeeanbau, noch die Zeit hatten, sich neben ihren anderen Aufgaben auch um die wirtschaftliche Entwicklung zu kümmern. Maia beklagt in einem Bericht, dass man ein Landwirtschaftsministerium brauche, welches neben dem Know-how zur Kaffeeproduktion auch mit den lokalen Sprachen und den Verhältnissen auf der Insel vertraut sein müsse. Da so eine Institution fehlte, ernannte Maia Albino Ribeiro, den Kommandanten der Moradores in Dili zum Direktor des Landwirtschaftsamtes.
Als ein weiteres Problem der Kolonie nannte Maia die vom Mutterland und anderen Kolonien aus politischen oder kriminellen Gründen nach Timor verbannten Einwohner. Maia nannte sie ein „Krebsgeschwür in der Kolonie“, die ein „schlechtes Beispiel geben und alles verderben“ und Ruhe und öffentliche Ordnung gefährden würden.
Zwischen Mai und Juni 1886 musste Maia sich mit einer Revolte des Reichs von Maubara, im Nordwesten der Kolonie, herumschlagen. Zu Beginn seiner Amtszeit verfügte Maia nur über 50 europäische Soldaten, 150 Mosambikaner und acht Kanonen. Bei der Expedition gegen Maubara wurden erstmals Hinterladerkanonen verwendet, die ein schnelleres Feuern ermöglichte. Eine wirkliche Befriedung gelang nicht, aber es war auch keine Niederlage der Portugiesen zu verzeichnen, wie es sie in der Vergangenheit öfter gegen Maubara gab.
Am 3. März 1887 wurde Maia von Moradores auf der Straße von Dili nach Lahane erschlagen. Zu ihnen gehörten selbst Krieger des Reiches von Motael, in dem Dili lag und das zu den engsten Verbündeten der Kolonialmacht gehörte. Es war der Beginn der sogenannten Revolte der Moradores. Der Mord erschütterte die portugiesischen Beamten so sehr, dass sie den Belagerungszustand für Dili ausriefen und Kanonen und Maschinengewehre auf den Straßen postierten, während die Mörder in die Berge flohen.
Einige Artikel behaupten, Maia habe zuvor die Ehefrau von Dom Boaventura, dem Liurai von Manufahi bei einem Besuch in Dili vergewaltigt. Hier werden aber verschiedene historische Ereignisse vermischt. Boaventura begann erst 1895 mit seinem Aufstand gegen die Portugiesen, noch unter seinem Vater, dem damaligen Liurai von Manufahi Dom Duarte. Portugiesische Ermittlungen durch den neuen Gouverneur António Francisco da Costa (1887–1888) brachten als Grund für den Aufstand der Moradores den Amtsmissbrauch von Maias Sekretär Unterleutnant (alferes) Francisco Ferreira ans Licht. Maia beklagte bei seiner Ankunft in Dili, dass die Beamten der Kolonie in „in blutigen Intrigen schmoren“ würden und er würde keinem trauen. Umso unverständlicher war seine Entscheidung dann Ferreira zu seinem Sekretär zu machen. Ein Missionar nannte den Unterleutnant „vielleicht die tyrannischste Kreatur und den schamlosesten Lüstling, der je nach Timor gekommen ist“. Als Sekretär überspannte Ferreira in Namen Maias mehrfach den Bogen.
Da Gouverneur Maia sich weigerte, die mehrfachen Beschwerden der Moradores anzuhören, entschlossen sich hundert von ihnen Ferreira aufzulauern. Zum Unglück des Gouverneurs stießen die Moradores nicht auf den Sekretär, sondern auf Maia. Als dieser schwer verletzt zu fliehen versuchte, entschieden sich die Krieger, Maia den Gnadenstoß zu geben. Allein die Enthauptung, ein Ritual der timoresischen Kopfjäger, blieb ihm erspart. Zwei Offiziere der Moradores verhinderten dies, weil sie befürchteten, man würde sonst die mystische Verbindung zur portugiesischen Krone abtrennen, was die Insel erschüttern würde. Als Mörder des Gouverneurs wurde später Oberst José da Cunha verurteilt, der Kommandant der Moradores. Er führte in seiner Verteidigung seine Leistungen im Dienste der Kolonialregierung an und forderte daher eine Milderung der Strafe. Es fällt auf, dass in seinem Fall kein Mitglied des Klerus ihn dabei unterstützte. Außerdem erklärte Cunha, „die Timoresen lassen sich nicht wie Hunde behandeln“. Gemeint war der Karren, in dem Gouverneur Maia saß, als die Moradores ihn aufhielten und der von zwei Timoresen gezogen wurde, die eigentlich zur Wache der Residenz gehörten. Ein Umstand, den Cunha als entwürdigend empfand. Albino Ribeiro gehörte nicht zu den Aufständischen.

## Sonstiges
Alfredos Bruder Eduardo war Anarchist und Mitglied der Ersten Internationale.